# Haász Sándor
Haász Sándor (Zalaegerszeg, 1945. szeptember 17. –) labdarúgó, edző, sportvezető. 1964–65-ben a ZTE kosárlabdázója volt. Testnevelő tanár (1969 TF), és labdarúgó szakedző (1975 TF).

## Pályafutása

### Játékosként
- Zalaegerszegi Dózsa NBII.
- TFSE NBIII.
- Tungsram NBII.
- Budapesti Építők NBII.
- TFSE játékos-edző NBIII.

### Tudományos munka
A Testnevelési Főiskola Tudományos Intézetének meghívott előadója volt 1969 és 1974 között, illetve tudományos munkatársa 1974 és 1976 között.
(kutatási témakör: Fiatal labdarúgók kiválasztása, felnőttkori beválása).
1976 és 1978 között a Tatabánya Bányász Módszertani Osztályának labdajátékok főelőadója volt.
Labdarúgó edzőképzésben a TF szakedzői és edzői szakán előadó.
UEFA edzőképzőn instruktor.

### Testnevelő tanárként
- 220-as számú Ipari Szakmunkásképző Intézet, Érdliget
- Kölcsey Ferenc Gimnázium, Budapest
- Öveges József Gimnázium, Budapest
- Prohászka Ottokár Katolikus Gimnázium, Budapest

### Sportvezetőként
Szakmai Igazgató: Vasas SC
Válogatott edző: U21 Királyi Kupa 2. hely, Bangkok
Utánpótlás szakágvezető: TBSC
Utánpótlás szakágvezető: BVSC

### Publikációk
könyvrészletek, szakcikkek, fordítások (német szakcikkekből)
A testnevelés tanítása. Tanári kézikönyv felső tagozatos pedagógusok számára (labdarúgó rész) Korona Kiadó Bp. 2001.

### Szakmai tagság
Magyar Edzők Társaságának elnökségi tagja
MAGYAR EDZŐ című folyóirat szerkesztő kollégiumának a tagja

## Sikerei, díjai

### Edzőként
- Magyar kupa
  - döntős: 1990 Budapesti Honvéd (2. hely)
- Közép-európai kupa (KK)
  - döntős: 1988 Váci Izzó MTE (2. hely, Pisa)
- U21 Királyi Kupa
  - U21 Válogatott (3. hely, Bangkok)
- Magyar labdarúgó-bajnokság (első osztály) NBI.
  - bajnok, 1984 Budapesti Honvéd, csapatedző
- Magyar labdarúgó-bajnokság (másodosztály) NBII.
  - bajnok, 1987 Váci Izzó MTE